# Dendryphion griseum
Dendryphion griseum är en svampart som beskrevs av Berk. & Broome 1851. Dendryphion griseum ingår i släktet Dendryphion och familjen Pleosporaceae.   Inga underarter finns listade i Catalogue of Life.